# 玄葉光一郎
玄葉光一郎（1964年5月20日—），日本政治家，立憲民主黨所屬的眾議院議員（當選8期），前任外務大臣（第146代），前內閣府特命擔當大臣（「新公共管理」、科學技術政策、少子化對策、男女共同參劃）、民主黨政策調查會會長（第10代）。
他是松下政經塾第八期學生，與前原誠司同期。2011年建立了自己的派閥——「日本大設計研究會」，並擔任會長。

## 外部連結
- 官方網站 （页面存档备份，存于）

| 官衔                                 | 官衔                                                | 官衔            |
| ------------------------------------ | --------------------------------------------------- | --------------- |
| 前任： 松本剛明                      | 外務大臣 第146代：2011年—2012年                     | 繼任： 岸田文雄 |
| 前任： 海江田万里                    | 特命擔當大臣（科學技術政策） 第18代：2011年         | 繼任： 古川元久 |
| 前任： 仙谷由人                      | 特命擔當大臣（「新公共管理」） 第2代：2010年—2011年 | 繼任： 蓮舫     |
| 前任： 福島瑞穗→平野博文（事務代理） | 特命擔當大臣（少子化對策） 第6代：2010年            | 繼任： 岡崎富子 |
| 前任： 福島瑞穗→平野博文（事務代理） | 特命擔當大臣（男女共同参劃） 第12代：2010年         | 繼任： 岡崎富子 |
| 議會席位                             |                                                     |                 |
| 前任： 田中和德                      | 眾議院財務金融委員長 2009年—2010年                  | 繼任： 石田勝之 |
| 政党职务                             |                                                     |                 |
| 前任： 直嶋正行 → 一度廢止           | 民主黨政策調査會長 第10代：2010年—2011年            | 繼任： 前原誠司 |